# Anghel Saligny híd
Az Anghel Saligny híd (románul: Podul Anghel Saligny), korábban I. Károly király híd (Podul Regele Carol I) két hídból álló acél vasútihíd-együttes a Duna és a Borceai-Duna-ág felett Romániában, Cernavodă és Feteşti között, a folyó 300 folyamkilométerénél. 1890 és 1895 között épült a Bukarest és Konstanca (illetve Munténia és Dobrudzsa) közötti vasúti kapcsolat biztosítása érdekében. Szerepét 1987-ben átvette két újonnan épült közúti-vasúti híd: a Cernavodăi híd és Fetești híd, azóta használaton kívül van.
A két folyóág felett vezető híd összhossza 2632 m, ebből 1662 m a Duna főága felett és 970 m a Borceai-Duna-ág felett. A mederhidak alsópályás rácsos szerkezetűek. A karcsú alakú, csipkés rudakkal rendelkező, harmonikus körvonalú acélhidat szép alkotásnak tartják. Műemléki védelem alatt áll; a romániai műemlékek jegyzékében az IL-II-a-A-14114 (Borceai-Duna-ág feletti híd) és CT-II-m-A-02872 (Duna feletti híd) sorszámon szerepel.

## Történelem
A Fekete-tengerhez vezető vasútvonal első, Konstanca és Cernavodă közötti szakasza 1860-ban épült ki, az akkor még az Oszmán Birodalomhoz tartozó Dobrudzsában. Az Orosz–török háború (1877–78), valamint az Orosz Birodalomhoz került Dobrudzsa Romániának való átadása után, 1879-ben kezdődött meg a Bukarest–Ciulnița–Feteşti vonalszakasz építése. A két szakasz összekötéséhez két híd megépítésére volt szükség a Duna és a Borceai-Duna-ág felett.

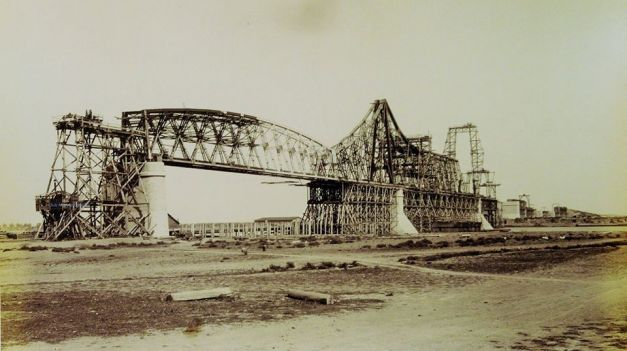
Az I. Károly király híd (ma Anghel Saligny híd) építése

### Tervezés
A román kormány eredetileg nemzetközi pályázatot írt ki a hidak tervezésére és kivitelezésére. 1883-ban nyolc, a megismételt pályázaton 1886-ban öt induló volt Európa számos országából (Franciaországból, Németországból, Belgiumból, Svájcból), köztük Gustave Eiffel, akinek az irodája nem sokkal korábban a Ploiești és Predeál közötti vasútvonal fémhídjait is tervezte, de a bírálóbizottság egyik pályázattal sem volt maradéktalanul megelégedve. A hidak megtervezésével és kivitelezésével a Romániai Közmunkaügyi Minisztérium 1887-ben végül a Romániai Vasutak Főigazgatóságát bízta meg, az akkor mindössze 34 éves Anghel Saligny vezetésével, aki elismert fémhíd-tervező, a Hidak és Utak Nemzeti Iskolája Hidak tanszékének professzora volt. A tervezés két évig tartott; Saligny specialista mérnökökből álló csapatot szervezett, és Skóciába is elutazott, hogy a világ akkori leghosszabb, Firth of Forth-on átívelő hídját, az akkor már az építés előrehaladott szakaszában lévő  Forth Bridge-et tanulmányozza. Hazatérése után minden műszaki és gazdasági problémát megoldva 1889. december 1-jén véglegesítették a terveket. A tervek számításait hétszer ellenőrizték.

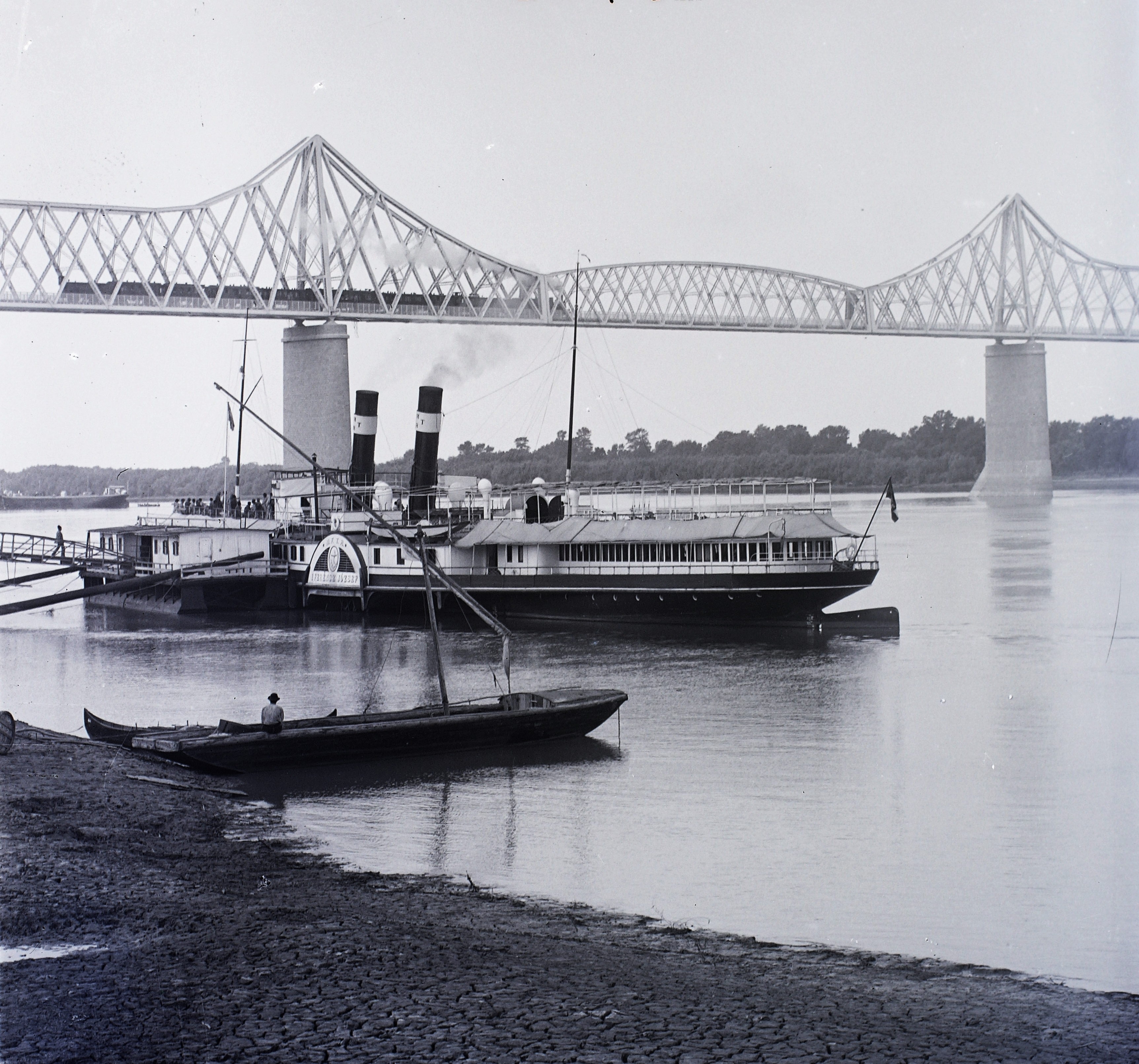
A híd 1902-ben; előtérben a „Ferencz József” személyszállító gőzhajó

### Építés
A kivitelezési munkálatok 1890. október 9-én (Gergely-naptár szerint október 21.) kezdődtek. A hídegyüttes építését a Romániai Vasutak Főigazgatóságának Újépítési Szolgálat nevű részlege (a CCCF vállalat elődje) végezte. A 21 kilométeres Fetești–Cernavodă-vasútvonal töltései a maguk nemében a legnagyobb szabású munkálatoknak számítottak Romániában. Az öt évig tartó beruházás összköltsége – a vasútvonalak és az állomások költségeit is beleértve – 35 millió arany lej volt.
A hidak avatására 1895. szeptember 14-én (Gergely-naptár szerint szeptember 26.) került sor nagyszabású ünnepségek keretében, I. Károly román király jelenlétében. A tisztviselőket szállító különvonat 9:05-kor indult Bukarest-Északi pályaudvarról, és 12:30-kor érkezett Feteştibe. Miután beütötték az utolsó (ezüst)szegecset, elkészítették az avatási okmányt és megtörtént, és elvégezték a vallási szertartást, egy 15 mozdonyból álló próbavonat haladt át a hídon 60 km/h sebességgel, a mozdonyok sípja, a dunai hajók szirénái és a fanfárok zenéje alkotta zajban. Ezt követően egy második, a hivatalos vendégeknek fenntartott szerelvény haladt át a hídon, 85 km/h sebességgel. Anghel Saligny egész idő alatt egy hajóban tartózkodott a híd alatt a munkásokkal, akikkel együtt dolgozott a híd megvalósításán. A cernavodă-i Duna-híd nevét az uralkodóról kapta.

### A híd további sorsa

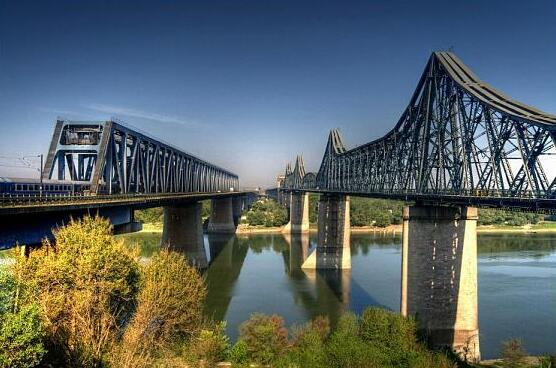
Balra az új Cernavodăi híd, jobbra az Anghel Saligny híd

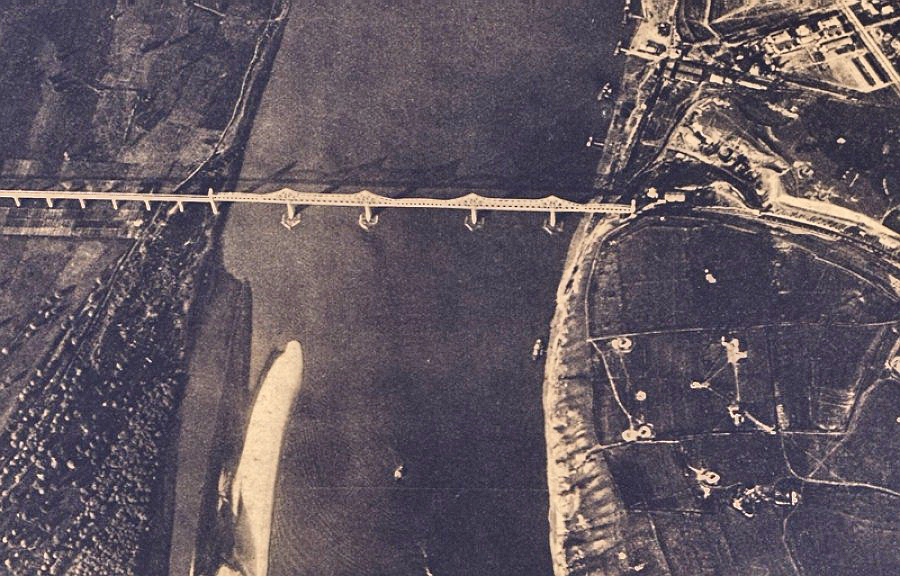
A híd 1916-ban, egy német repülőgépből fényképezve

Az első világháború idején, 1917-ben a Borceai-Duna-ág felett átvezető hidat a visszavonuló román csapatok felrobbantották, hogy megakadályozzák a német–bolgár csapatok behatolását Munténiába. A híd felszerkezetének újjáépítésére 1921-ben kerül sor. A Duna-híd nem semmisült meg, csak megsérült; ezt a német MAN vállalat állította helyre.
A második világháború során az 1941-es bombázások okoztak károkat, de a hidat lerombolni nem sikerült. A helyreállítás négy hónapot vett igénybe, a CFR resicabányai részlege és az MAN együttműködésében, vágányzár mellett.
A híd mai nevét 1944 után kapta. Az 1960-as években a Ialomița-lápját lecsapolták és mezőgazdasági művelés alá vonták; ezzel együtt 1970-ben az ottani hidat elbontották töltéssel váltották ki. A Bukarest–Konstanca-vasútvonal villamosítása szükségessé tette a hidak megerősítését és kisebb átalakítását.
A hidat majdnem egy évszázadig használták, egészen 1987-ig, amikor vele párhuzamosan új (közúti és vasúti) hidakat építettek (Cernavodăi híd és Fetești híd), a régieket pedig használaton kívül helyezték.
2015-ben, a Fetești és Cernavodăi híd felújítása idejére újra használatba vették.

## Jellemzők

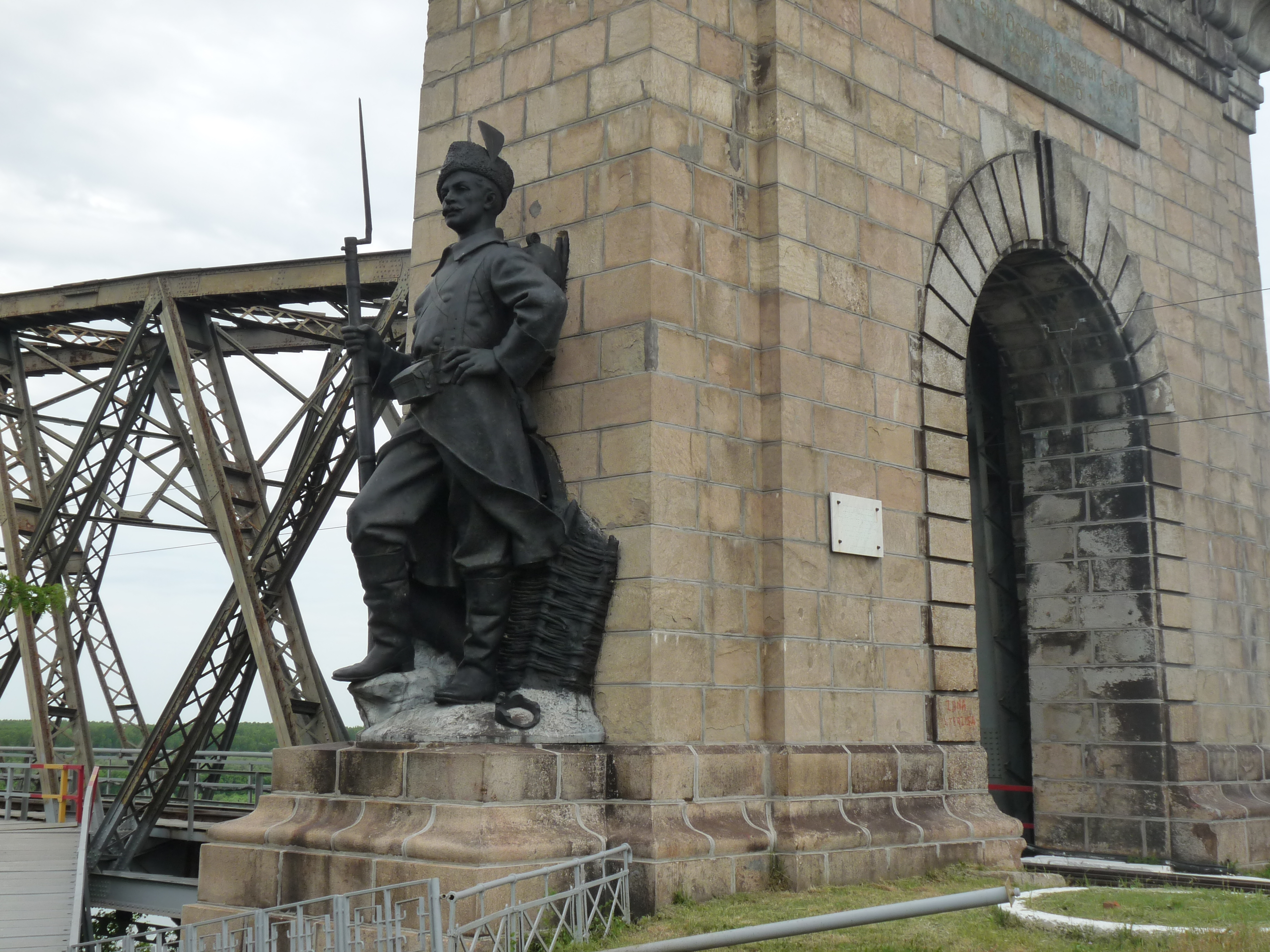
Román gyalogos katona (darabont) szobra a cernavodăi hídfőnél

A megvalósult tervek szerint a Dunán Cernavodánál egy 190 m-es (a kontinentális Európában elkészültekor legnagyobbnak számító) középső nyílással és további négy 140 m-es nyílással rendelkező híd épült, egy 15 db 60 m-es nyílással bíró parti híd mellett. A Borceai-Duna-ág hídjának három, egyenként 140 méteres és további 11, egyenként 50 méteres nyílása van. A két folyóág között, a Ialomița-lápján egy harmadik, 34, egyenként 42 méteres nyílással rendelkező parti híd is épült. Ily módon az összesen 4087,95 hosszú hidak átadásukkor Európa leghosszabb hídkomplexumának számítottak. A két folyóág felett vezető híd összhossza 2632 m, ebből 1662 m a Duna felett és 970 m a Borceai-Duna-ág felett. Ahhoz, hogy a legmagasabb folyami hajók át tudjanak haladni alatta, a Duna-hidat 30 méterrel a víz felszíne felett emelték.
Az alépítményeket keszonokra alapozták (27 méterrel a legkisebb vízszint alatt), az ártéri hidakat pedig tölgyfa cölöpökre. „A mederhíd felszerkezete Gerber-rendszerű, változó magasságú, alsópályás rácsos tartó. A főtartók síkja nem függőleges. A 140 m-es nyílások mindkét végükön konzolosak, ezekre támaszkodnak a 90 m-es befüggesztett tartók. [...] A bal parti hidak felsőpályás rácsos vasszerkezetek.” Saligny két jelentős újítást alkalmazott a híd tervezésekor: az új konzolos gerendarendszert a felépítményhez, valamint a folytacél alkalmazását az addig használt kavart vas helyett. Ezek elfogadtatásához kemény harcot kellett vívnia a tapasztalt technikusokkal.
A hídon egyvágányú, villamosított vasútvonal vezet át, melyen a vasúti közlekedés jelenleg szünetel, de lehetséges. A híd egyik oldalán, a főtartón kívül járda és kerékpárút vezet át.
A híd cernavodăi hídfőjét két román gyalogos katona (darabont) bronzszobra díszíti az orosz–török háború (1877–78) (román szemszögből függetlenségi harc) áldozatai emlékére, melyek Léon Pilet francia szobrász alkotásai, és költségüket részben a bukaresti francia nagykövetség állta. A szobrokat három darabban öntötték Lyonban, és úgy szállították a helyszínre.